# Llista de topònims de Vilaür
Llista de topònims (noms propis de lloc) del municipi de Vilaür, a l'Alt Empordà
Informació actualitzada per un bot. Els canvis manuals es perdran quan s'actualitzi!

## casa
| imatge | Nom                      | Ubicat a | instància de | Detalls                     | coordenades                                                                             | Protecció                                  | Commons (més fotos)               | Dades a WD                    |
| ------ | ------------------------ | -------- | ------------ | --------------------------- | --------------------------------------------------------------------------------------- | ------------------------------------------ | --------------------------------- | ----------------------------- |
|        | Can Metge                | Vilaür   | casa         |                             | 42° 08′ 36″ N, 2° 57′ 19″ E / 42.1434°N,2.95519°E ca:Carrer de la Font, 7 / Plaça Major | bé integrant del patrimoni cultural català | Can Metge (Vilaür)                | Modifica les dades a Wikidata |
|        | casa a la plaça Major, 3 | Vilaür   | casa         | Estil: arquitectura popular | 42° 08′ 37″ N, 2° 57′ 19″ E / 42.1436°N,2.9553°E                                        | bé integrant del patrimoni cultural català | Casa a la plaça Major, 3 (Vilaür) | Modifica les dades a Wikidata |

## entitat singular de població
| imatge | Nom       | Ubicat a | instància de                                                                   | Detalls | coordenades                                                      | Protecció | Commons (més fotos) | Dades a WD                    |
| ------ | --------- | -------- | ------------------------------------------------------------------------------ | ------- | ---------------------------------------------------------------- | --------- | ------------------- | ----------------------------- |
|        | Pedró, el | Vilaür   | entitat singular de població                                                   | 23 hab  | 42° 08′ 38″ N, 2° 57′ 18″ E / 42.14388685°N,2.95507642°E 66 msnm |           |                     | Modifica les dades a Wikidata |
|        | Vilaür    | Vilaür   | entitat singular de població ens local històric de Catalunya capital municipal | 147 hab | 42° 08′ 37″ N, 2° 57′ 17″ E / 42.143711°N,2.95479°E 69 msnm      |           |                     | Modifica les dades a Wikidata |

## masia
| imatge | Nom                   | Ubicat a | instància de | Detalls                                  | coordenades | Protecció                                  | Commons (més fotos)             | Dades a WD                    |
| ------ | --------------------- | -------- | ------------ | ---------------------------------------- | --- | ------------------------------------------ | ------------------------------- | ----------------------------- |
|        | Cal Teixidor          | Vilaür   | masia        |                                          | 42° 08′ 37″ N, 2° 56′ 58″ E / 42.1436954620069°N,2.94953470112428°E                                                       |                                            |                                 | Modifica les dades a Wikidata |
|        | Can Costell           | Vilaür   | masia        |                                          | 42° 08′ 40″ N, 2° 57′ 16″ E / 42.1443999719194°N,2.95432658275888°E                                                       |                                            |                                 | Modifica les dades a Wikidata |
|        | Can Planes            | Vilaür   | masia        |                                          | 42° 08′ 44″ N, 2° 57′ 05″ E / 42.1456776928893°N,2.95142109620315°E                                                       |                                            |                                 | Modifica les dades a Wikidata |
|        | Can Rispar            | Vilaür   | masia        |                                          | 42° 08′ 36″ N, 2° 57′ 14″ E / 42.1433279779411°N,2.9537585629884°E                                                        |                                            |                                 | Modifica les dades a Wikidata |
|        | Can Seguer            | Vilaür   | masia        |                                          | 42° 08′ 40″ N, 2° 57′ 14″ E / 42.1444268509886°N,2.95397560169322°E                                                       |                                            |                                 | Modifica les dades a Wikidata |
|        | Can Sehí              | Vilaür   | masia        |                                          | 42° 08′ 37″ N, 2° 57′ 18″ E / 42.143580620569°N,2.95492016808258°E                                                        |                                            |                                 | Modifica les dades a Wikidata |
|        | Can Serra             | Vilaür   | masia        |                                          | 42° 08′ 36″ N, 2° 57′ 12″ E / 42.1434448458117°N,2.95322599249363°E                                                       |                                            |                                 | Modifica les dades a Wikidata |
|        | Can Severí            | Vilaür   | masia        |                                          | 42° 08′ 38″ N, 2° 57′ 10″ E / 42.143849991935°N,2.95287473572818°E                                                        |                                            |                                 | Modifica les dades a Wikidata |
|        | Mas Gual              | Vilaür   | masia        | Estil: arquitectura popular              | 42° 08′ 33″ N, 2° 57′ 13″ E / 42.1426°N,2.95348°E                                                                         | bé integrant del patrimoni cultural català |                                 | Modifica les dades a Wikidata |
|        | Mas Vicenç            | Vilaür   | masia        | Estil: arquitectura popular              | 42° 08′ 36″ N, 2° 57′ 22″ E / 42.1434°N,2.95613°E ca:Travessera de Dalt, 1                                                | bé integrant del patrimoni cultural català |                                 | Modifica les dades a Wikidata |
|        | can Marc              | Vilaür   | masia        | Estil: arquitectura popular 17th century | 42° 08′ 30″ N, 2° 57′ 11″ E / 42.141678°N,2.95292°E ca:C. de la Font 50 msnm                                              | bé integrant del patrimoni cultural català | Can Marc (Vilaür)               | Modifica les dades a Wikidata |
|        | can Puig              | Vilaür   | masia        | Estil: arquitectura popular 18th century | 42° 08′ 34″ N, 2° 57′ 25″ E / 42.142805°N,2.95707°E ca:C. d'Accés, 1, a 300 m a llevant del nucli antic del poble 80 msnm | bé integrant del patrimoni cultural català | Can Puig (Vilaür)               | Modifica les dades a Wikidata |
|        | la Masia Blanca       | Vilaür   | masia        | Estil: arquitectura popular              | 42° 08′ 51″ N, 2° 56′ 59″ E / 42.1475°N,2.94973°E                                                                         | bé integrant del patrimoni cultural català |                                 | Modifica les dades a Wikidata |
|        | mas Pou               | Vilaür   | masia        | Estil: arquitectura popular 16th century | 42° 08′ 32″ N, 2° 57′ 20″ E / 42.142241°N,2.955425°E 67 msnm                                                              | bé integrant del patrimoni cultural català | Mas Pou (Vilaür)                | Modifica les dades a Wikidata |
|        | mas al carrer de Dalt | Vilaür   | masia        | Estil: arquitectura popular 17th century | 42° 08′ 35″ N, 2° 57′ 26″ E / 42.14299°N,2.957297°E ca:Carrer de Dalt 75 msnm                                             | bé integrant del patrimoni cultural català | Mas del carrer de Dalt (Vilaür) | Modifica les dades a Wikidata |

## Misc
| imatge | Nom                         | Ubicat a                                | instància de      | Detalls                                                 | coordenades                                                                                              | Protecció                                            | Commons (més fotos)        | Dades a WD                    |
| ------ | --------------------------- | --------------------------------------- | ----------------- | ------------------------------------------------------- | --- | ---------------------------------------------------- | -------------------------- | ----------------------------- |
|        | Antiga muralla              | Vilaür                                  | muralla urbana    | Estil: gòtic tardà arquitectura popular 13rd century    | 42° 08′ 37″ N, 2° 57′ 19″ E / 42.1436°N,2.95525°E ca:Nucli antic de Vilaür                               | bé d'interès cultural bé cultural d'interès nacional | Antiga muralla (Vilaür)    | Modifica les dades a Wikidata |
|        | Barri del Puig              | Vilaür                                  | assentament humà  |                                                         | 42° 08′ 38″ N, 2° 57′ 26″ E / 42.143889°N,2.957222°E                                                     |                                                      |                            | Modifica les dades a Wikidata |
|        | Fluvià                      | Comarques gironines província de Girona | curs d'aigua      | Desemboca: mar Mediterrània Llarg: 70km Conca: 973.8km² | 42° 05′ 36″ N, 2° 27′ 33″ E / 42.0934°N,2.4591°E 42° 12′ 07″ N, 3° 06′ 38″ E / 42.2019°N,3.1106°E 2 msnm |                                                      | Fluvià                     | Modifica les dades a Wikidata |
|        | Granja d'en Ferreró         | Vilaür                                  | granja            |                                                         | 42° 08′ 19″ N, 2° 57′ 07″ E / 42.1386078814203°N,2.95200734910307°E 64 msnm                              |                                                      |                            | Modifica les dades a Wikidata |
|        | Puig de la Barraca          | Vilaür                                  | muntanya          |                                                         | 42° 08′ 52″ N, 2° 57′ 43″ E / 42.14777222°N,2.96189444°E 124.3 msnm                                      |                                                      |                            | Modifica les dades a Wikidata |
|        | Rectoria                    | Vilaür                                  | rectoria          | Estil: arquitectura popular                             | 42° 08′ 38″ N, 2° 57′ 16″ E / 42.143768°N,2.95431°E                                                      | bé integrant del patrimoni cultural català           |                            | Modifica les dades a Wikidata |
|        | Safareig de Vilaür          | Vilaür                                  | safareig          | Estil: arquitectura popular                             | 42° 08′ 39″ N, 2° 57′ 04″ E / 42.1443°N,2.95098°E                                                        | bé integrant del patrimoni cultural català           | Safareig de Vilaür         | Modifica les dades a Wikidata |
|        | Sant Esteve de Vilaür       | Vilaür                                  | església          |                                                         | 42° 08′ 37″ N, 2° 57′ 17″ E / 42.1437°N,2.95479°E                                                        | bé integrant del patrimoni cultural català           | Sant Esteve de Vilaür      | Modifica les dades a Wikidata |
|        | antigues escoles            | Vilaür                                  | edifici           | Estil: arquitectura popular 18th century                | 42° 08′ 38″ N, 2° 57′ 18″ E / 42.143786°N,2.955055°E ca:Pl. Major, 1 69 msnm                             | bé integrant del patrimoni cultural català           | Antigues escoles de Vilaür | Modifica les dades a Wikidata |
|        | casa consistorial de Vilaür | Vilaür                                  | casa consistorial |                                                         | 42° 08′ 37″ N, 2° 57′ 18″ E / 42.1434892°N,2.9549699°E                                                   |                                                      |                            | Modifica les dades a Wikidata |
|        | cementiri de Vilaür         | Vilaür                                  | cementiri         | Estil: arquitectura popular                             | 42° 08′ 51″ N, 2° 57′ 26″ E / 42.1474°N,2.95723°E                                                        | bé integrant del patrimoni cultural català           |                            | Modifica les dades a Wikidata |